# Łukasz Sajewski
Łukasz Sajewski (ur. 27 listopada 1990 w Gdańsku) – polski zawodnik mieszanych sztuk walki oraz brazylijskiego jiu-jitsu wagi lekkiej. Były zawodnik Ultimate Fighting Championship (UFC).

## Kariera MMA

### Wczesna kariera
Zadebiutował w MMA 6 kwietnia 2008 pokonując przez techniczny nokaut Rafała Raczyńskiego. Do końca 2008 stoczył pięć zwycięskich pojedynków wygrywając w tym turniej do 73 kg Angels of Fire (15.11) oraz pokonując m.in. Michała Elsnera oraz Łukasza Bugare.
29 maja 2010 na gali Angels of Fire 7: Support for Haiti pokonał na punkty ówcześnie niepokonanego, zawodnika z Tychów Marcina Helda. 
W 2011 postanowił odejść ze swojego klubu Akademia Sarmatia i założyć razem z Marcinem Pionke własny MMA Team Trójmiasto. Zawirowania klubowe oraz szereg kontuzji uniemożliwiły Sajewskiemu starty na zawodowym poziomie przez blisko dwa lata.
Do MMA wrócił 18 maja 2012 pokonując Litwina Sauliusa Buciusa na gali Extreme Fighting Sports 2. 
23 czerwca 2013 zdobył tytuł mistrza Europy poddając Abiego El Khalfa na gali Shaolin Ryu – Fight Club Den Haag.
14 grudnia 2013 zwyciężył Kamila Gniadka na Gladiator Arena 5 zostając mistrzem tejże organizacji w wadze lekkiej.

### UFC
28 czerwca 2014 podpisał kontrakt z największą organizacją MMA na świecie – Ultimate Fighting Championship (UFC).
20 czerwca 2015 w debiucie dla organizacji UFC zmierzył się z Niemcem Nick Hein na gali UFC Fight Night: Jędrzejczyk vs Penne. Walkę tę przegrał przez jednogłośną decyzję sędziów.
Kolejną walkę dla organizacji stoczył na gali UFC Fight Night: dos Anjos vs. Alvarez, która odbyła się 7 lipca w Las Vegas. Rywalem Polaka był Brazylijczyk Gilbert Burns, który poddał Sajewskiego na 3 sekundy przed końcem pierwszej rundy.

### Po UFC
Po ponad trzyletniej przerwie miał zawalczyć z Brazylijczykiem Kerkerem Silvą, w głównym starciu gali Revolta 3: Waitw Fight Night, która odbyła się 3 marca 2023 roku w Tczewie. 28 lutego ogłoszono, że Silva musiał wycofać się z pojedynku, a nowym rywalem Polaka został inny Brazylijczyk – Alan Silverio. Zwyciężył jednogłośną decyzją sędziów.

## Osiągnięcia[15]

### Mieszane sztuki walki
Amatorskie:
- 2008: I Liga Shooto – 1. miejsce w kat. -76 kg  (Skała)
- 2008: III Liga Shooto – 1. miejsce w kat. -76 kg (Gdynia)

Zawodowe:
- 2008: Angels of Fire IV – 1. miejsce w turnieju (-73 kg)
- 2010: Angels of Fire – mistrz w wadze lekkiej (-70 kg)
- 2013: Shaolin Ryu – mistrz Europy w wadze lekkiej
- 2013: Gladiator Arena – mistrz w wadze lekkiej

### Brazylijskie jiu-jitsu:
- 2009: Copa Posnania – 1. miejsce (Czerwonak)

## Lista zawodowych walk MMA
| Wynik     | Bilans | Przeciwnik (bilans przed walką) | Rozstrzygnięcie                                             | Runda | Czas | Rozgrywki                              | Data       | Miejsce        | Uwagi                                     |
| --------- | ------ | ------------------------------- | ----------------------------------------------------------- | ----- | ---- | -------------------------------------- | ---------- | -------------- | ----------------------------------------- |
| Wygrana   | 15-6   | Alan Silverio (9-6-1)           | Decyzja (jednogłośna)                                       | 3     | 5:00 | Revolta 3: Waitw Fight Night           | 03.03.2023 | Tczew          | Limit umowny -69 kg. Main Event           |
| Przegrana | 14-6   | Ľudovít Klein (15-2)            | TKO (wysokie kopnięcie na głowę i ciosy pięścią w parterze) | 1     | 4:49 | Oktagon Prime 3: Štrbák vs. Legierski  | 15.02.2020 | Šamorín        | Walka w kategorii piórkowej               |
| Przegrana | 14-5   | Damien Lapilus (16-12-2)        | TKO (ciosy pięściami)                                       | 2     | 5:00 | Ares FC 1                              | 14.12.2019 | Dakar          |                                           |
| Wygrana   | 14-4   | Jurij Riaboj (11-7)             | Poddanie (kimura)                                           | 1     | 3:48 | RWC 1: Nowe Rozdanie                   | 21.12.2018 | Kościerzyna    |                                           |
| Przegrana | 13-4   | Nordin Asrih (26-10-1)          | Decyzja (jednogłośna)                                       | 3     | 5:00 | GMC 17                                 | 13.10.2018 | Düsseldorf     | Limit umowny -73 kg                       |
| Przegrana | 13-3   | Marc Diakiese (9-0)             | TKO (ciosy w stójce)                                        | 2     | 4:40 | UFC 204                                | 08.10.2016 | Manchester     |                                           |
| Przegrana | 13-2   | Gilbert Burns (10-1)            | Poddanie (dźwignia na łokieć)                               | 1     | 4:57 | UFC Fight Night: dos Anjos vs. Alvarez | 07.07.2016 | Las Vegas      |                                           |
| Przegrana | 13-1   | Nick Hein (11-2-1)              | Decyzja (jednogłośna)                                       | 3     | 5:00 | UFC Fight Night: Jędrzejczyk vs. Penne | 20.06.2015 | Berlin         |                                           |
| Wygrana   | 13-0   | Igor Egorow (8-3)               | Poddanie (dźwignia na staw łokciowy)                        | 1     | 4:28 | Coliseum FC – New History 3            | 25.05.2014 | St. Petersburg |                                           |
| Wygrana   | 12-0   | Kamil Gniadek (5-1)             | Decyzja (jednogłośna)                                       | 3     | 5:00 | Gladiator Arena 5                      | 14.12.2013 | Pyrzyce        | Zdobył pas mistrza GA w wadze lekkiej     |
| Wygrana   | 11-0   | Alexander Heinrich (5-6)        | Poddanie (dźwignia na staw łokciowy)                        | 1     | 4:43 | Fight Night Merseburg 6                | 05.10.2013 | Spergau        |                                           |
| Wygrana   | 10-0   | Abi El Khalfi (6-4)             | Poddanie (dźwignia na staw łokciowy)                        | 1     | 2:58 | Shaolin Ryu – Fight Club Den Haag 2013 | 23.06.2013 | Den Haag       | Zdobył pas mistrza Europy w wadze lekkiej |
| Wygrana   | 9-0    | Saulius Bucius (7-6-1)          | Decyzja (jednogłośna)                                       | 2     | 5:00 | Extreme Fighting Sports 2              | 18.05.2012 | Gdynia         |                                           |
| Wygrana   | 8-0    | Marcin Held (8-0)               | Decyzja (jednogłośna)                                       | 2     | 5:00 | Angels of Fire 7: Support for Haiti    | 29.05.2010 | Płock          | Zdobył pas AOF w wadze lekkiej            |
| Wygrana   | 7-0    | Piotr Kurowski (0-0)            | Decyzja (jednogłośna)                                       | 2     | 5:00 | Angels of Fire 6: Redemption           | 21.11.2009 | Płock          |                                           |
| Wygrana   | 6-0    | Łukasz Bugara (2-0)             | Poddanie (ciosy pięściami)                                  | 2     | 1:35 | Angels of Fire 4: Against All Odds     | 15.11.2008 | Płock          | Finał turnieju do 73 kg                   |
| Wygrana   | 5-0    | Radosław Krupa (0-0)            | TKO (ciosy pięściami)                                       | 1     | 3:24 | Angels of Fire 4: Against All Odds     | 15.11.2008 | Płock          | Półfinał turnieju do 73 kg                |
| Wygrana   | 4-0    | Michał Elsner (0-1)             | Poddanie (duszenie zza pleców)                              | 1     | 2:47 | Bałtycki Sztorm 4                      | 26.10.2008 | Sopot          |                                           |
| Wygrana   | 3-0    | Maciej Skarbek (0-2-1)          | Poddanie (dźwignia na staw łokciowy)                        | 1     | 3:28 | Noc Wojowników                         | 31.07.2008 | Mielno         |                                           |
| Wygrana   | 2-0    | Adam Smulski (0-0)              | Poddanie (duszenie zza pleców)                              | 1     | 1:50 | Bałtycki Sztorm 3                      | 20.04.2008 | Gdańsk         |                                           |
| Wygrana   | 1-0    | Rafał Raczyński (0-0)           | TKO (ciosy pięściami)                                       | 1     | 2:28 | Chojnicki Boxing Show 2                | 16.04.2008 | Chojnice       | Debiut w zawodowym MMA                    |